# Tokyo Skytree
A Tokyo Sky Tree (東京スカイツリー, Tôkyô Sukai Tsurī) (Inicialmente designada por New Tokyo Tower) é uma torre de radiodifusão em Sumida, Tóquio, Japão. Inicialmente a torre deveria ter 610 metros de altura, mas o projeto foi alterado e ela passou a ter 634 metros de altura, tornando-se a mais alta estrutura do Japão e segunda maior do mundo, atrás somente do arranha-céu Burj Khalifa, que tem 828 metros de altura e se situa nos Emirados Árabes Unidos. Além disso, é a mais alta torre do mundo.
O planejamento foi liderado pelo Tobu Railway e um grupo de seis estações de radiodifusão terrestre, chefiada pela emissora pública NHK, que finalizou a torre no dia 29 de fevereiro de 2012. A torre foi aberta ao público em 22 de maio de 2012. O custo da obra chegou a 65 bilhões de ienes, ou 806 milhões de dólares.